# Manuel Codorniu y Ferreras
Manuel Codorniu y Ferreras (Esparraguera, 1 de junio de 1788-Madrid, 18 de julio de 1857) fue un médico militar español.

## Biografía
Nació en Esparraguera (Barcelona) el 1 de junio de 1788. Estudió en el seminario tridentino de la provincia y medicina en la Universidad de Cervera, aunque también cursó Patología y Clínica en la Universidad de Valencia. Sirvió en el ejército durante la guerra de Independencia y fue nombrado primer médico en jefe del ejército expedicionario de ultramar en 1819. Disuelto este, fue destinado con aquel cargo a Nueva España en 1821.
En México promovió la creación Academia de Medicina de aquella ciudad, investigó sobre varias enfermedades endémicas y se involucró en logias masónicas del Rito Escocés Antiguo y Aceptado, que en aquel tiempo funcionaban como sociedades realistas que, a diferencia de los partidos conservadores, se oponían a que la Iglesia católica tuviera más influencia en los asuntos públicos. Fundó el periódico El Sol, que se oponía al emperador Agustín de Iturbide, y tomó parte en la creación de la Compañía lancasteriana en México para implementar las prácticas educativas que Joseph Lancaster popularizó mediante la British and Foreign School Society.
La renuencia española para reconocer la independencia mexicana provocó una revuelta nacionalista en 1827 y el presidente Guadalupe Victoria ordenó la deportación de muchos ciudadanos nacidos en España. Los enemigos políticos de Codorniu aprovecharon la situación para enviarlo a una colonia de refugiados.
De vuelta en España, prestó servicios durante la epidemia de cólera en Madrid. En 1836, durante la primera guerra carlista, fue nombrado subinspector de medicina del ejército del Norte; propuso entonces un reglamento para los hospitales que fue aceptado y sirvió para los demás del ejército. En 1847 recibió el puesto de director general del cuerpo de Sanidad Militar. Organizó las academias facultativas en los distritos, creó la biblioteca médico-castrense, fue uno de los fundadores del Boletín de Medicina, Cirugía y Farmacia y posteriormente colaboró en la revista El Siglo Médico.
Fue jefe superior de administración civil, senador por la provincia de Tarragona, diputado por Castellón durante el Bienio Progresista (1854-1856), socio fundador de la Real Academia de Ciencias y de número de la de medicina práctica de Madrid. Murió en Madrid el 18 de julio de 1857.